# 村川大介
村川大介（日语：／ Murakawa Daisuke，1990年12月14日—），日本围棋职业棋手，出生于兵库县西宫市，隶属于关西棋院，师从森山直棋九段。村川大介作为关西棋院少有的奇才，肩负着关西棋院中兴的重任，与井山裕太并称日本棋坛新生代棋手的双子星。
2014年获得第二届贺岁杯围棋赛亚军，同年12月16日3:2战胜井山裕太九段，夺得第62期王座。2015年获得第三届贺岁杯围棋赛季军。2016年在农心杯上击败古力，止住其三连胜的势头。

## 升段履历
- 2002年 初段
- 2004年6月21日 二段（大手合）
- 2005年6月30日 三段（胜星规定）
- 2007年4月1日 四段（奖金排名）
- 2008年4月1日 五段（奖金排名）
- 2010年11月5日 七段（关西棋院第一位决定战优胜）
- 2014年12月17日 八段（取得王座头衔）
- 2019年4月20日 九段（取得十段頭銜，符合兩座非三大賽七大頭銜）

## 成绩

### 七大头衔战
- 十段 1期 (2019年・第57期)
- 王座 1期 (2014年・第62期)
- 进入棋圣战挑战者决定战 1期(2014年・第39期)
- 棋圣战循环圈 3期(2013-2015年・第38-40期)
- 名人战循环圈 3期(2012-2014年・第38-40期)

### 一般棋战
- 阿含桐山杯 1期（第20期）
- 關西棋院第一位決定戰 1期（第54期）
- 新人王 1期（第36期）

### 其他棋战
- 中野杯U20选手权冠军（第6回、第7回）

## 奖项

### 关西棋院赏
- 最优秀棋士赏 1回
- 利仙赏 3回
- 永井赏 3回
- 日本文化会馆(连胜)赏 1回
- 新人赏 1回